# 马塞堡
马塞堡（法語：La Ferté Macé，法語發音：[la fɛʁte mase] ⓘ），法国西北部城市，诺曼底大区奥恩省的一个市镇，隶属于阿朗松区，其市镇面积为31.86平方公里，2022年1月1日时人口数量为5,095人，在法国城市中排名第2,172位。
马塞堡位于奥恩省西南部，诺曼底-曼恩自然保护区内，毗邻昂代讷森林。马塞堡始建于公元二世纪，历史上因纺织业而闻名；现代则为一个区域性的中心城市，多条公路在此交汇。

## 地名来源
“Ferté”一名来源于拉丁语单词“Firmitas”，本意为“禁闭”，衍生含义为“城塞、城堡”。“Macé”一名来源于拉丁语人名“Matthaeus”，后者对应的常见现代法语人名为“Matthieu”，但“Macé”这一形式在法国中西部地区亦有出现。
在2016年奥恩省政府发布的关于昂图瓦尼整体并入马塞堡的官方文件中，“马塞堡”的官方名称被显示为不带连字号的。

## 历史

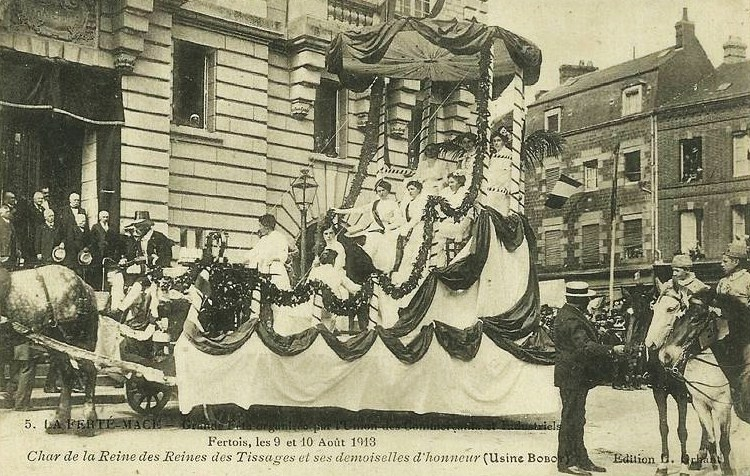
20世纪初马塞堡街头的婚礼

马塞堡最早的城建史始于公元二世纪时，彼时，罗马人曾在此修建了一处教堂及城塞。中世纪初，维京人入侵诺曼底，马塞堡所处区域曾一度为诺曼底公国的一部分。公元12世纪时，马塞堡因纺织业而得到发展，当地出现了多处纺织手工作坊。1577年，马塞堡堂区主教在此修建了一处养生院。17世纪时，随着纺织业的进一步发展，马塞堡形成了三个纺织露天集市：圣克莱芒（Saint Clément）、圣西蒙（Saint Simon）和圣马蒂厄（Saint Mathieu）。法国大革命后，马塞堡成为奥恩省的一个市镇。1840年，马塞堡养生院院长纳沃（Neveu）主持推动修建了马塞堡圣母升天教堂，后者是法国唯一一座全外立面由马赛克拼接而成的圣母教堂。与此同时，随着工业革命的发展，马塞堡的纺织业得到机械化生产，至公元1883年时，马塞堡境内共有六家规模化的纺织机械作坊，共有1,588名工人在此就业。马塞堡市政厅大楼于1901年建成。途径马塞堡的铁路线最初于1869年建成通车，后于1941年关闭并废弃。
在行政区划方面，1840年，马塞堡西部的部分区域被划出，成为圣米歇尔德桑代讷的一部分；1913年，马塞堡西南部的部分区域被划出，与相邻市镇组建成为巴尼奥勒德洛讷。2016年1月12日，昂图瓦尼整体并入马塞堡的市镇范围。

## 地理

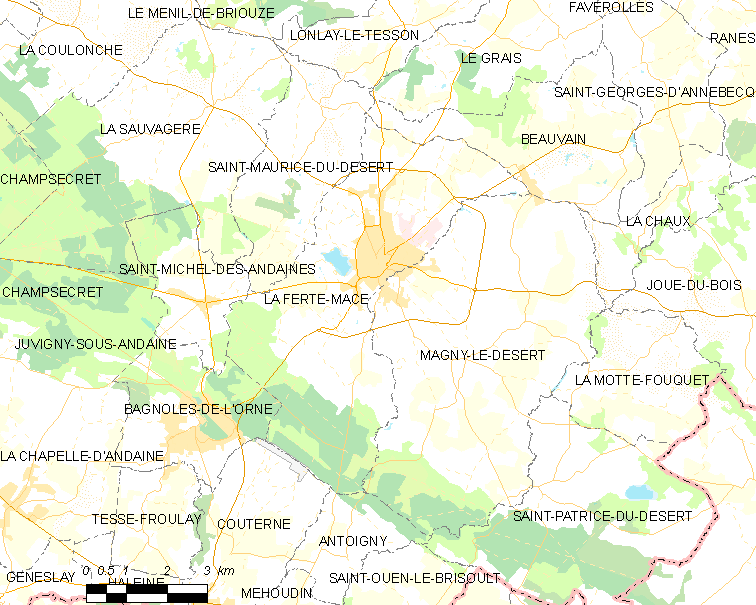
马塞堡市镇范围地图

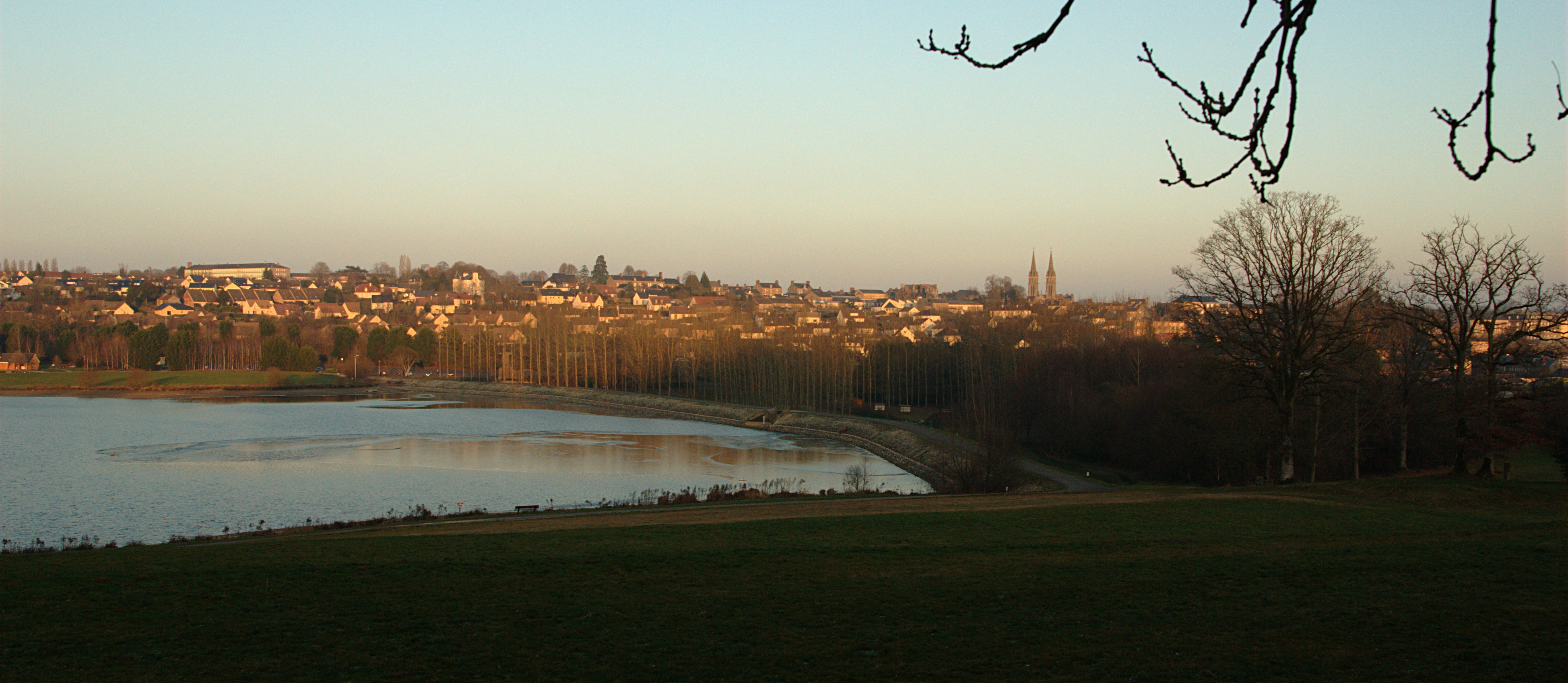
马塞堡湖

马塞堡位于法国西北部，诺曼底大区西南部和奥恩省西南部，距离省会阿朗松大约44公里。与马塞堡接壤的市镇包括：莱蒙当代讷、博万、奥恩诺曼底地区巴尼奥勒、马尼勒代塞尔和里沃当代讷。

### 地形
马塞堡位于阿摩里卡丘陵和诺曼底丘陵之间的过渡地带，境内以浅丘为主，市镇中心整体地势自东南向西北略有抬升，全境海拔在165到286米之间。

### 水文
马塞堡位于卢瓦尔河流域范围内，莫尔河（La Maure）自北向南流经马塞堡市区东部，其右岸支流凡布吕讷河（La Fimbrune）则流经市区西部。此外，凡布吕讷河马塞堡市区段建有一处水坝，由此形成了面积达26公顷的人工湖。

### 植被
马塞堡属于温带阔叶混交林区，市区南部的巴雷·桑公园（Parc Barré Saint）是当地主要的城市绿地，林地则广泛分布于河流水域附近，以及部分坡地地带。
在鲜花城市的评比中，马塞堡被评为3星级鲜花城市。

### 气候
马塞堡在柯本气候分类法中属于温带海洋性气候。
距离马塞堡最近的常年气象站位于巴尼奥勒德洛讷境内，以下为该气象站的数据（其中日照数据取自阿朗松）：
| 巴尼奥勒德洛讷 1981年－2019年 | 巴尼奥勒德洛讷 1981年－2019年 | 巴尼奥勒德洛讷 1981年－2019年 | 巴尼奥勒德洛讷 1981年－2019年 | 巴尼奥勒德洛讷 1981年－2019年 | 巴尼奥勒德洛讷 1981年－2019年 | 巴尼奥勒德洛讷 1981年－2019年 | 巴尼奥勒德洛讷 1981年－2019年 | 巴尼奥勒德洛讷 1981年－2019年 | 巴尼奥勒德洛讷 1981年－2019年 | 巴尼奥勒德洛讷 1981年－2019年 | 巴尼奥勒德洛讷 1981年－2019年 | 巴尼奥勒德洛讷 1981年－2019年 | 巴尼奥勒德洛讷 1981年－2019年 |
| 月份                          | 1月                           | 2月                           | 3月                           | 4月                           | 5月                           | 6月                           | 7月                           | 8月                           | 9月                           | 10月                          | 11月                          | 12月                          | 全年                          |
| ----------------------------- | ----------------------------- | ----------------------------- | ----------------------------- | ----------------------------- | ----------------------------- | ----------------------------- | ----------------------------- | ----------------------------- | ----------------------------- | ----------------------------- | ----------------------------- | ----------------------------- | ----------------------------- |
| 历史最高温 °C（°F）           | 16 (61)                       | 20 (68)                       | 24 (75)                       | 29.5 (85.1)                   | 31.5 (88.7)                   | 36 (97)                       | 36.5 (97.7)                   | 39 (102)                      | 33 (91)                       | 29.5 (85.1)                   | 22 (72)                       | 16.5 (61.7)                   | 39 (102)                      |
| 平均高温 °C（°F）             | 7.9 (46.2)                    | 9.1 (48.4)                    | 12.3 (54.1)                   | 15.2 (59.4)                   | 19 (66)                       | 22.1 (71.8)                   | 24.1 (75.4)                   | 24.3 (75.7)                   | 21 (70)                       | 16.3 (61.3)                   | 11.2 (52.2)                   | 7.7 (45.9)                    | 15.9 (60.6)                   |
| 日均气温 °C（°F）             | 4.4 (39.9)                    | 4.9 (40.8)                    | 7.2 (45.0)                    | 9.4 (48.9)                    | 13.2 (55.8)                   | 15.9 (60.6)                   | 17.8 (64.0)                   | 17.8 (64.0)                   | 14.6 (58.3)                   | 11.5 (52.7)                   | 7.3 (45.1)                    | 4.3 (39.7)                    | 10.7 (51.3)                   |
| 平均低温 °C（°F）             | 1 (34)                        | 0.7 (33.3)                    | 2.1 (35.8)                    | 3.6 (38.5)                    | 7.3 (45.1)                    | 9.7 (49.5)                    | 11.6 (52.9)                   | 11.2 (52.2)                   | 8.2 (46.8)                    | 6.7 (44.1)                    | 3.4 (38.1)                    | 0.9 (33.6)                    | 5.5 (41.9)                    |
| 历史最低温 °C（°F）           | −15 (5)                       | −15 (5)                       | −10 (14)                      | −6 (21)                       | −2 (28)                       | −1 (30)                       | 3 (37)                        | 1.5 (34.7)                    | −1 (30)                       | −6 (21)                       | −10 (14)                      | −13.5 (7.7)                   | −15 (5)                       |
| 平均降水量 mm（）             | 91.8 (3.61)                   | 72.5 (2.85)                   | 67.4 (2.65)                   | 63 (2.5)                      | 68.9 (2.71)                   | 59.5 (2.34)                   | 70.2 (2.76)                   | 57.2 (2.25)                   | 68.6 (2.70)                   | 87.2 (3.43)                   | 94 (3.7)                      | 102.3 (4.03)                  | 902.6 (35.54)                 |
| 月均日照時數                  | 62                            | 85                            | 131.4                         | 163.4                         | 190.3                         | 217.7                         | 215                           | 212.4                         | 168.2                         | 113.6                         | 70.5                          | 60.4                          | 1,689.9                       |
| 来源：infoclimat.fr           |                               |                               |                               |                               |                               |                               |                               |                               |                               |                               |                               |                               |                               |

## 行政区划
马塞堡的市镇编号为61168，邮政编号为61600。
在行政管理方面，马塞堡隶属于法国诺曼底大区奥恩省阿朗松区；在地方选举方面，马塞堡是马塞堡县的中央投票站所在地，其市镇范围全境被划入奥恩省第一选区；在社会管理方面，马塞堡是弗莱尔城市圈公共社区的组成部分。
法国国家统计与经济研究所（简称）在进行数据统计时，将马塞堡单独设为马塞堡城市核心区，并将包括核心区在内的周边共两个市镇划为马塞堡城市区。自2020年起，马塞堡城市区被包含17个市镇的马塞堡城市辐射区代替。此外，还将马塞堡市镇分为了3个“块区”（IRIS），以便于统计人口分布情况。

## 交通

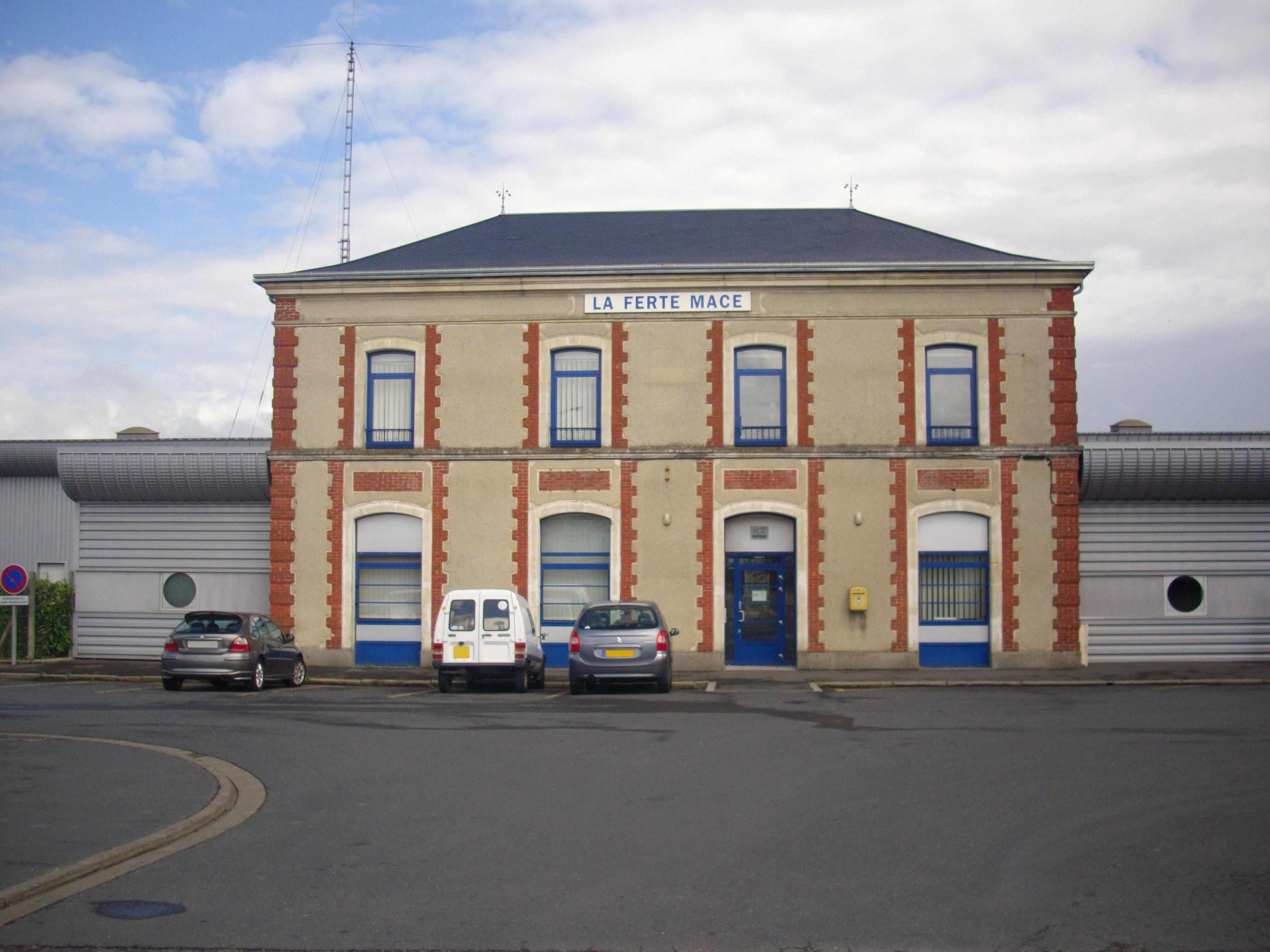
马塞堡火车站旧址

### 公路
奥恩省省道D18线、D19线、D20线、D402线、D908线和D916线在马塞堡境内交汇。诺曼底大区下属的城际客运提供巴士线路，可前往周边部分市镇。
| 18 | 45 |

| 13 | 29 |

| 阿朗松 | 44 |

| 马耶讷 | 41 |

| 弗莱尔 | 26 |

| 拉讷 | 14 |

| 栋夫龙 | 23 |

| 卡鲁日 | 18 |

2018年，63.4%的马塞堡家庭拥有至少一辆私人汽车。2019年，马塞堡境内共发生各类交通事故4起，造成5人受伤。

### 铁路
马塞堡位于布里尤兹－库泰尔讷铁路上，该铁路已于1941年全线关闭。距离马塞堡最近的运营中的客运铁路车站为15公里外的布里尤兹站，该站停靠往返于巴黎和格朗维尔一线的区域列车。

### 航空
距离马塞堡最近的民用航空站为卡昂机场，距离马塞堡市中心的公路里程约85公里。

### 城市公共交通
截至2022年8月，马塞堡暂无城市公共交通系统。

## 政治

### 市政内阁

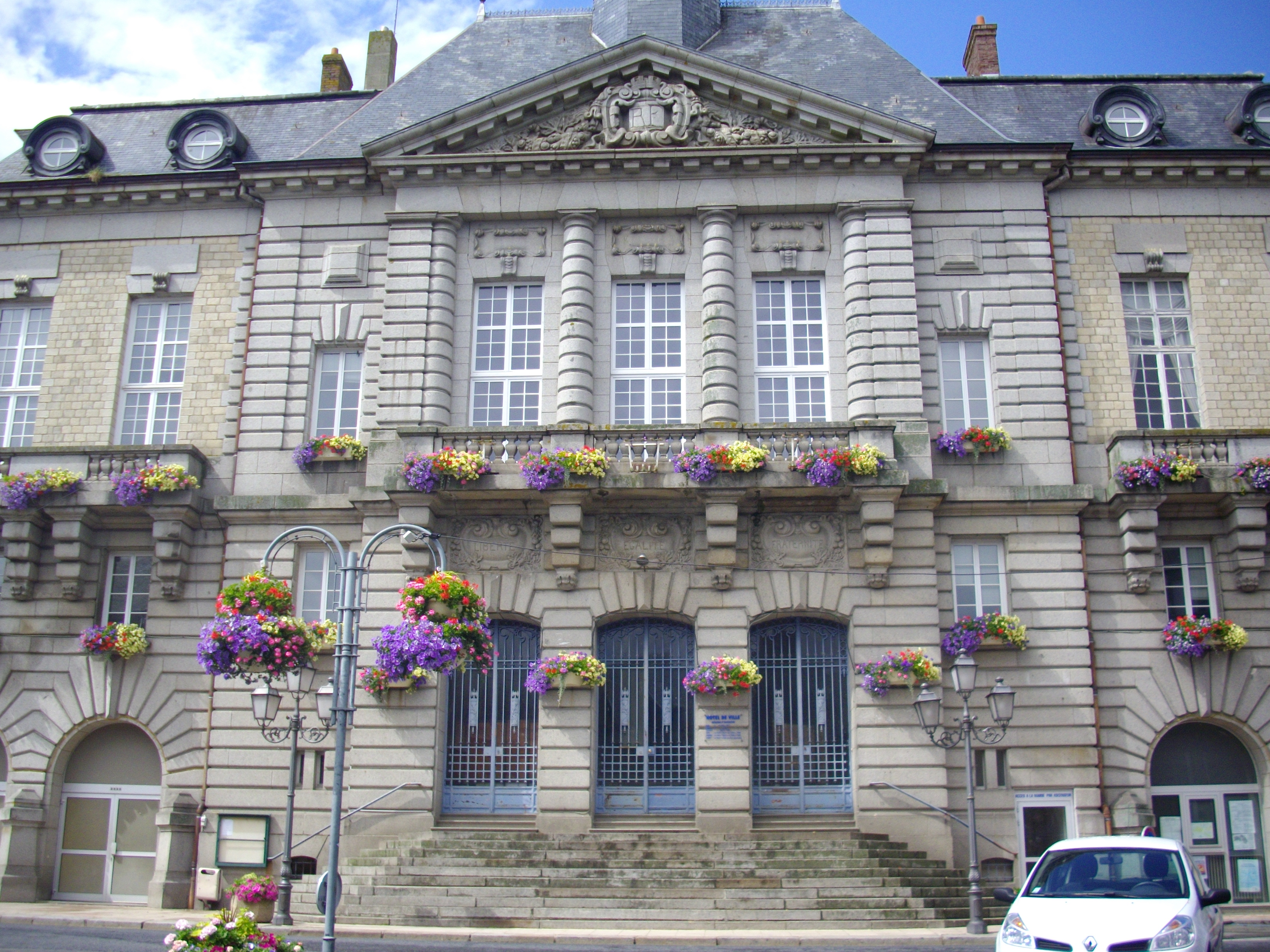
马塞堡市政厅

马塞堡的现任市长为米歇尔·勒鲁瓦耶先生（Michel LEROYER），他是一名中间派，在2020年的市政选举中获得了51.31%的支持率。
| 马塞堡历届市长 | 马塞堡历届市长                    | 马塞堡历届市长    |
| 任期           | 市长                              | 党派              |
| -------------- | --------------------------------- | ----------------- |
| 1945年－1971年 | Gaston MEILLON 加斯东·梅永        | 不详              |
| 1971年－1977年 | Norbert MOCHE 诺尔贝·莫什         | 不详              |
| 1977年－1995年 | Yves LE PAPE 伊夫·勒帕普          | PS社会党          |
| 1995年－2008年 | Jean-Marc MESMOUDI 让-马克·梅穆迪 | DVD右翼无党派人士 |
| 2008年－2020年 | Jacques DALMONT 雅克·达尔蒙       | DVG左翼无党派人士 |
| 2020年－       | Michel LEROYER 米歇尔·勒鲁瓦耶    | DVC混杂中间派     |

### 各级选举
| 马塞堡历届投票选举结果 | 马塞堡历届投票选举结果 | 马塞堡历届投票选举结果 | 马塞堡历届投票选举结果 | 马塞堡历届投票选举结果        | 马塞堡历届投票选举结果 | 马塞堡历届投票选举结果 | 马塞堡历届投票选举结果        | 马塞堡历届投票选举结果 | 马塞堡历届投票选举结果 |
| 选举项目               | 选举范围               | 选区单位               | 选区单位内的选举结果   | 选区单位内的选举结果          | 选区单位内的选举结果   | 选区单位内的选举结果   | 选区单位内的选举结果          | 选区单位内的选举结果   | 参考资料               |
| 选举项目               | 选举范围               | 选区单位               | 第一轮胜出者           | 第一轮胜出者                  | 支持率                 | 第二轮胜出者           | 第二轮胜出者                  | 支持率                 | 参考资料               |
| ---------------------- | ---------------------- | ---------------------- | ---------------------- | ----------------------------- | ---------------------- | ---------------------- | ----------------------------- | ---------------------- | ---------------------- |
| 2017年法國總統選舉     | 法國                   | 市镇                   |                        | 埃马纽埃尔·马克龙             | 25.83%                 |                        | 埃马纽埃尔·马克龙             | 69.07%                 | [ 27 ]                 |
| 2017年法国立法选举     | 奥恩省第一选区         | 市镇                   |                        | 若阿基姆·皮埃约               | 34.32%                 |                        | 若阿基姆·皮埃约               | 58.32%                 | [ 27 ]                 |
| 2019年欧洲议会选举     | 法國                   | 市镇                   |                        | 娜塔莉·卢瓦索                 | 27.04%                 | （不适用）             | （不适用）                    | （不适用）             | [ 29 ]                 |
| 2021年法国省级选举     | 奥恩省                 | 县                     |                        | 若塞·科拉多 布丽吉特·维亚尔梅 | 40.55%                 |                        | 若塞·科拉多 布丽吉特·维亚尔梅 | 54.7%                  | [ 30 ]                 |
| 2021年法国省级选举     | 奥恩省                 | 市镇                   |                        | 若塞·科拉多 布丽吉特·维亚尔梅 | 43.77%                 |                        | 若塞·科拉多 布丽吉特·维亚尔梅 | 51.37%                 | [ 30 ]                 |
| 2021年法国大区选举     |                        | 市镇                   |                        | 埃尔韦·莫兰                   | 39.8%                  |                        | 埃尔韦·莫兰                   | 47.5%                  | [ 31 ]                 |
| 2022年法国总统选举     | 法國                   | 市镇                   |                        | 埃马纽埃尔·马克龙             | 36.48%                 |                        | 埃马纽埃尔·马克龙             | 63.14%                 | [ 27 ]                 |
| 2022年法国立法选举     | 奥恩省第一选区         | 市镇                   |                        | 尚塔尔·茹尔当                 | 30.26%                 |                        | 尚塔尔·茹尔当                 | 51.48%                 | [ 27 ]                 |

## 人口
2021年，马塞堡市镇人口数量为5,116，在法国排名第2,172位。其中男性2,433人，女性2,705人，75岁及以上人口占14.2%，外籍人口数量为240人，人口密度为189人/平方公里，当地居民被称为（男性）或（女性）。2022年，马塞堡境内出生29人，死亡人口104人。
| 马塞堡1901年－2020年人口变化情况 |
|                                  |
| 数据来源：Cassini、INSEE         |

## 经济
马塞堡是一个区域性的中心城市。截止2024年3月，马塞堡市镇范围内共有各类用人单位（包含自雇）670家，平均历史为20年，其中97.6%为中小型企业（PME），2024年1月至3月间，当地的经济活力指数为0.45%。（大型零售）、（化工）及（暖通设备）是当地2021年营业额最高的三个企业，分别为56,137,416欧元、11,925,169欧元和7,462,815欧元。

## 财政与居民收入
2020年，马塞堡的财政收入总额为8,591,160欧元，财政支出总额为6,761,700欧元，当年的债务总额为14,129,100欧元。2022年，马塞堡市镇通过增值税获得192,090欧元的收入，此外当地还共获得了287,020欧元的国家直接财政补助。
| 马塞堡居民收入情况                                 | 马塞堡居民收入情况 | 马塞堡居民收入情况    | 马塞堡居民收入情况 |
| 内容                                               | 马塞堡             | 法国                  | 统计年份           |
| -------------------------------------------------- | ------------------ | --------------------- | ------------------ |
| 征税家庭总数                                       | 3,327              | 1,081（法国市镇平均） | 2022年             |
| 居民平均月收入                                     | 1,901欧元          | 2,435欧元             | 2022年             |
| 高级职员人均月收入                                 | 4,016欧元          | 4,331欧元             | 2021年             |
| 中级职员人均月收入                                 | 2,227欧元          | 2,470欧元             | 2021年             |
| 普通职员人均月收入                                 | 1,656欧元          | 1,801欧元             | 2021年             |
| 贫困率                                             | 20%                | 14.5%                 | 2020年             |
| 青壮年（15至64岁）失业率                           | 13.7%              | 7.4%                  | 2020年             |
| 征税家庭数量占比                                   | 33.6%              | 45.5%                 | 2020年             |
| 家庭年均纳税                                       | 2,022欧元          | 4,393欧元             | 2022年             |
| 资料来源：INSEE、L'Internaute、Le Journal du Net。 |                    |                       |                    |

## 社会事务

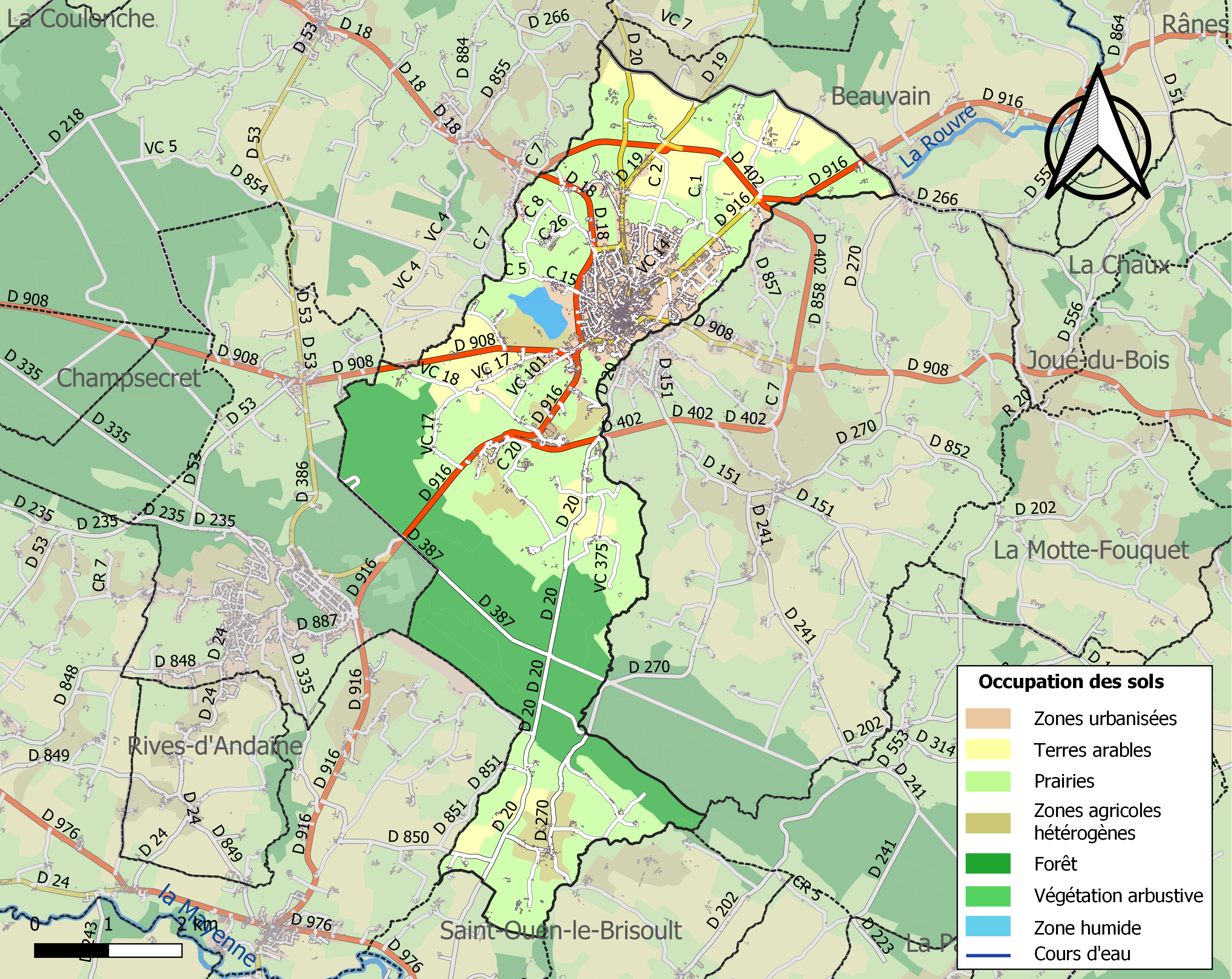
马塞堡土地利用情况地图

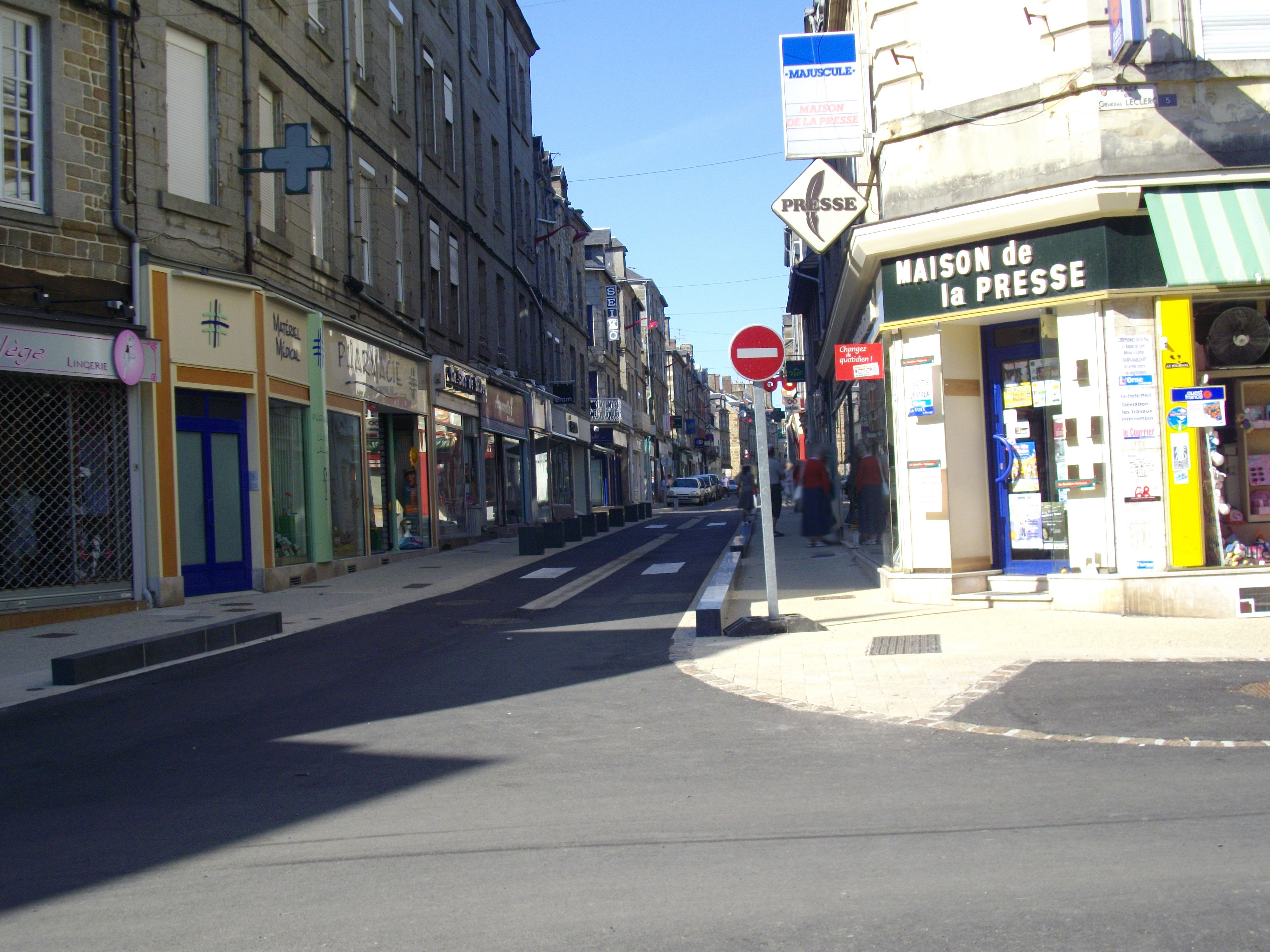
马塞堡镇中心的欧维街

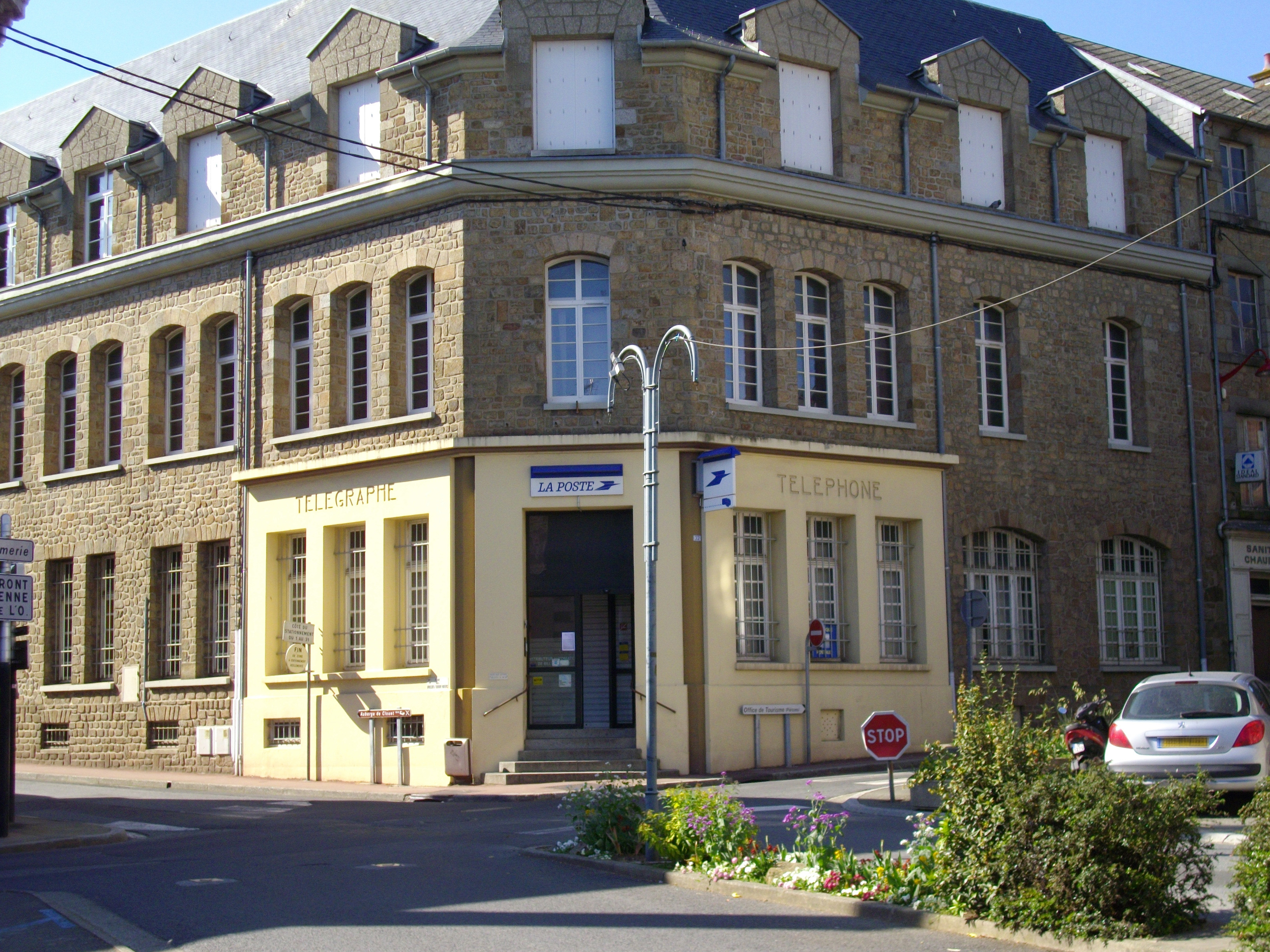
马塞堡邮政大楼

### 教育
马塞堡属于诺曼底学区。截止2020年1月1日，马塞堡境内共有3所小学、2所初级中学、1所普通高中、1所农业高中和1所职业高中。2018至2019学年度，马塞堡境内共有在校中等教育阶段学生967名。

### 医疗
截止2020年1月1日，马塞堡境内共有全科医生2名、保健师4名、牙医8名和护士8名。境内共有药房3家、养老院2家、残疾人帮扶中心1家。
马塞堡中心医院，全名为“昂代讷市际中心医院”（Centre hospitalier intercommunal des Andaines），是法国的一个区域性医疗机构，其主病区位于马塞堡市区，设有床位276个，是当地规模最大的公立综合性医院。

### 住房
2018年，马塞堡境内共有各类住房3,170套，其中64.7%为独立式居民区，35.1%为集中式居民区。常住房屋占马塞堡市镇范围内居民建筑总量的79.2%。
在住房保障政策方面，2020年，马塞堡境内共有685户家庭获得了住房经济补助，受益人数占总人口数量的13.2%，其中668份为房租补助。

### 商业
2019年，马塞堡境内共有各类实体商铺144家，其中餐厅22家、大型超市6家、面包房8家、肉铺5家、书店1家、装饰品店2家、银行门店8家、美容美发店11家、汽车维修店11家。市中心建有一家家乐福便民超市，市区西南部建有Intermarché和E.Leclerc大型购物超市。

### 体育
2020年，马塞堡境内共有1家游泳池、4间体育馆、4处网球场、1处马术场、1处足球或橄榄球场以及2处篮球或排球场。
截至2023年8月，马塞堡境内共有两家注册足球俱乐部。堡-巴尼奥勒青年足球俱乐部（Jeunesse Fertoise Bagnoles，编号501420）是当地的代表性足球队，其主队2023至2024赛季参加诺曼底大区足球联赛甲组（法国第六级别），其主场为加斯东·梅永球场（Stade Gaston Meillon）。

### 环境
马塞堡的环境事务由其所属的弗莱尔城市圈公共社区联合各级政府协调负责。2019年，马塞堡境内暂无污染企业。

### 治安
2019年，马塞堡市镇范围内共有1处宪兵队。
马塞堡及其附近的共80个市镇是栋弗龙昂普瓦赖国家宪兵队的管辖范围。2020年，该宪兵队累计记录各类案件1,802起，其中盗窃类案件725起，经济类案件255起，毒品交易类案件185起。

## 文化

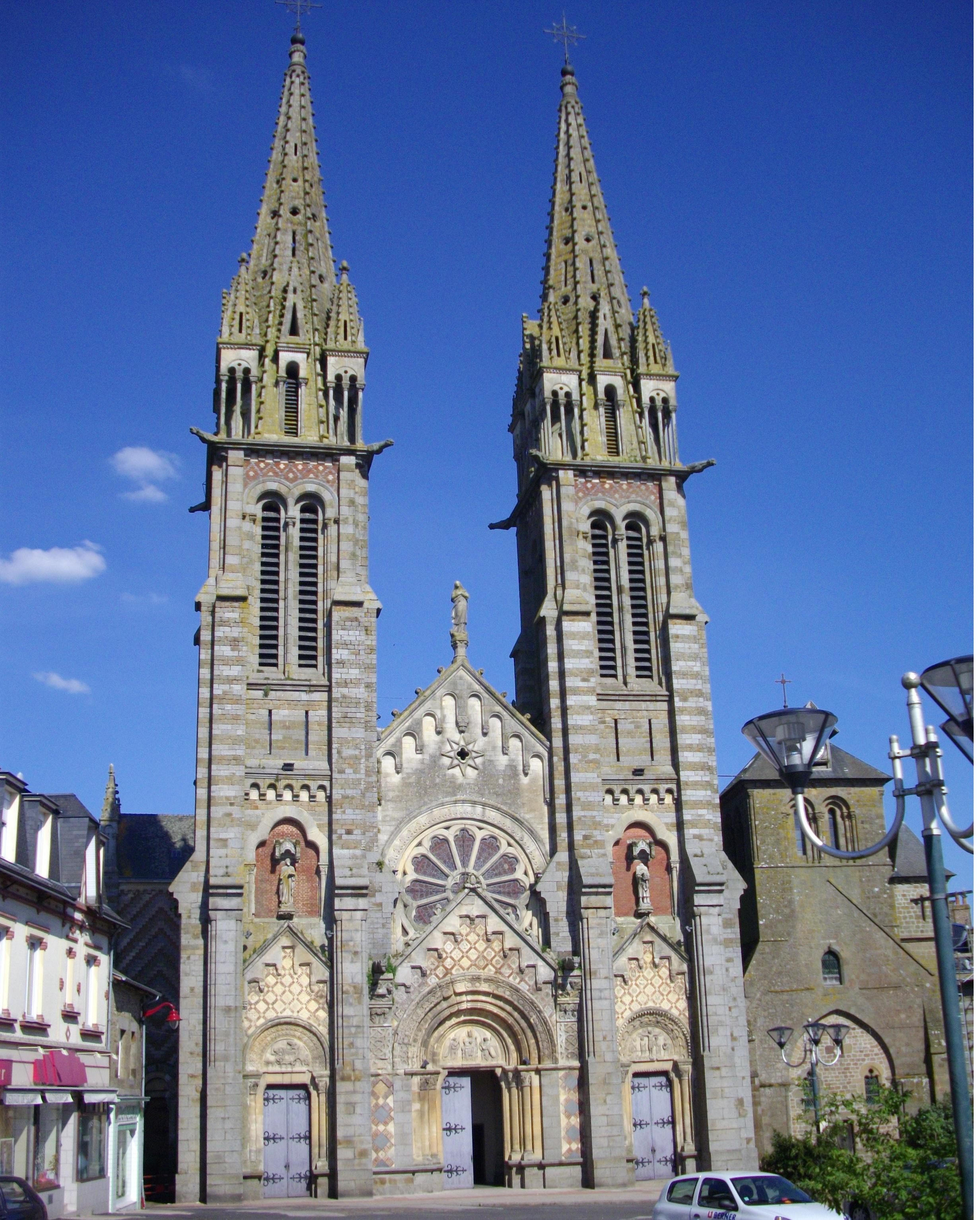
马塞堡圣母升天教堂

2020年，马塞堡境内共有1家电影院和1家博物馆。弗莱尔城市圈公共社区下属马塞堡多媒体中心，每周二至六向公众开放。

### 建筑
马塞堡境内有多处历史建筑，其中马塞堡圣母升天教堂是法国国家文物保护单位，也是当地的地标性建筑物。

### 旅游
马塞堡的旅游事务由其所属的弗莱尔城市圈公共社区负责。2021年，马塞堡境内共有2家酒店共计26间房间；另有1个露营地，可容纳共25辆露营车。

### 媒体
法国主要的媒体均可在马塞堡接收，法国电视三台下属的诺曼底大区频道在部分时段播出马塞堡所在奥恩省的地方新闻。《法国西部报》、《奥恩省战斗报》、蓝色法兰西下诺曼底广播等是当地主要的地方性媒体。

## 相关人物
法国工程师弗朗克·戈尔德纳代尔和足球运动员安托万·古拉尔出生于马塞堡。
法国作家让-皮埃尔·布里塞逝世于马塞堡。

## 友好城市
截至2022年8月，马塞堡共与四座城市互为友好城市关系：
- 德国 吕本山麓诺伊施塔特[57]
- 塞内加尔 Savoigne[58]
- 英格兰 拉德洛
- 加拿大 Saint-Maurice